# Gandia
Gandia (spanisch Gandía) ist eine Stadt in der Valencianischen Gemeinschaft im Osten Spaniens mit 80.095 Einwohnern (Stand: 2024).
In Gandia soll die valencianische Nudelpaella Fideuà erfunden worden sein.

## Topografie und Siedlungsstruktur
Gandia liegt am Mittelmeer, genauer an der Costa del Azahar, 65 km südlich von Valencia und 96 km nördlich von Alicante. Gandia ist der größte Ort der Comarca La Safor.
An der Mittelmeerküste erstreckt sich das Gemeindegebiet über ca. sechs Kilometer von der Nachbargemeinde Xeraco bis kurz südlich der Mündung des Río Serpis.
Hinter der Küste erstreckt sich eine Küstenebene (Huerta de Gandia). Diese ist im nördlichen Bereich ca. zwei Kilometer breit und weitet sich nach Süden bis auf sechs Kilometer aus. Der südliche Teil der Huerta, die sich bis nach Oliva erstreckt, gehört zu Nachbargemeinden.
Hinter der Huerta liegen im Norden die östlichen hügeligen Ausläufer des Mondúver-Massivs und im Süden die Serra de la Falconera (bis 456 Meter hoch). Die Stadt Gandia liegt zu Fuße dieser beiden Bergrücken.
Zwischen den beiden Bergrücken hindurch führt ein etwa einen Kilometer breites Tal (Marxuquera Baixa) in den hinter der Serra de la Falconera auf einer Höhe um ca. 100 Meter liegenden Talkessel der Marxuquera Alta, der eine Nord-Süd-Ausdehnung von etwa sechs und eine West-Ost-Ausdehnung von etwa drei Kilometern aufweist. Nur der nördliche Teil der Marxuquera Alta gehört zum Gebiet von Gandia, der Rest zu Nachbargemeinden.
Hinter der Marxuquera Alta läuft die Westgrenze des Gemeindegebiets durch die Ausläufer der Serra Grossa. Etwa zwölf Kilometer von der Küste befindet sich dort der am weitesten vom Meer entfernte Punkt des Gemeindegebiets. Zwischen der Serra Grossa im Süden und dem Mondúver-Massiv im Norden führt durch ein enges Tal die Pass-Straße Port de la Drova (CV-675) von der Marxuquera bis auf 385 Meter in die Nachbargemeinde Barx.
Nördlich der Pass-Straße steigt das Gelände steil bis zum Gipfel des Mondúver an, der mit 843 Metern den höchsten Punkt des Gemeindegebiets darstellt und auf der Grenze zur Nachbargemeinde Xeresa liegt. Nach Osten fällt das Mondúver-Massiv sanft bis zu Huerta ab.
Die eigentliche Stadt Gandia mit der Altstadt liegt etwa drei Kilometer vom Meer entfernt zu Füßen der Serra de la Falconera und der Ausläufer des Mondúver-Massivs am linken Ufer des Río Serpis. Im Südwesten der Stadt liegt die eigenständige Gemeinde Benirredrà, die als Enklave komplett vom Gemeindegebiet von Gandia umschlossen ist.
Drei Kilometer westlich der Stadt liegt unmittelbar nördlich der Mündung des Río Serpis der Hafen. Zum Schutz des Hafens erstreckt sich eine einen Kilometer lange Mole ins Meer. Um den Hafen liegt mit El Grau de Gandia ein weiterer älterer und hauptsächlich von Einheimischen bewohnter Siedlungskern. In der Nähe des Hafens finden sich aber auch modernere Bauten, wie zum Beispiel ein Campus der Polytechnischen Universität Valencia (UPV).
Nördlich des Hafens erstreckt sich über eine Länge von drei Kilometern und einer Tiefe von fünf bis sechs Häuserblocks entlang des Strandes der Stadtteil Platja de Gandia. Es handelt sich fast ausschließlich um Hochhäuser (überwiegend Ferienwohnungen, aber auch einige Hotels) und andere touristische Infrastruktur (Gastronomie, Geschäfte etc.).
Ausgedehnte urbanizaciones von einzelnstehenden Ferienhäusern, wie sie die Landschaft anderer benachbarter Küstenorte (wie Dénia, Xàbia oder Calp) prägen, finden sich in Gandia nicht, kleinere nur im Hinterland.

## Geschichte

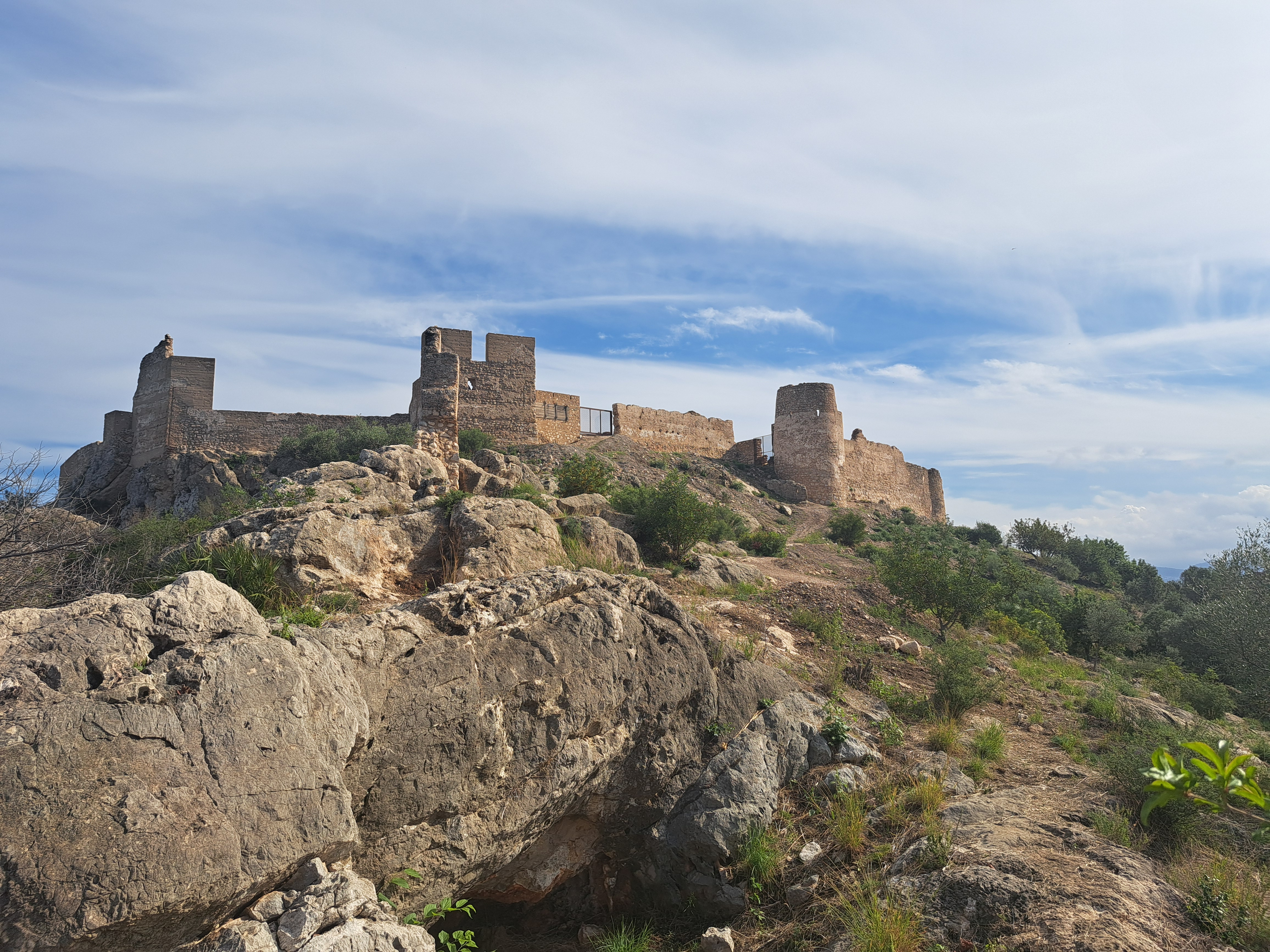
Castillo de Bairén

Am Südhang des Mondúver liegt mit der Höhle Cova del Parpalló eine bedeutende archäologische Fundstätte. In ihr wurden ca. 6.000 Steinplättchen mit geritzten und/oder gemalten Zeichnungen gefunden. Man geht davon aus, dass die Höhle von 20.000 v. Chr. bis 9.000 v. Chr. von ihren steinzeitlichen Bewohnern genutzt wurde.
Auf einer Anhöhe nördlich der heutigen Stadt Gandia in strategisch wichtiger Lage (der Blick über die Küste reicht von Cullera im Norden bis zum Montgó bei Dénia im Süden) finden sich Reste iberischer, römischer und maurischer Besiedlung. Wohl zur Zeit des Kalifats von Córdoba (10. Jh.) wurde dort eine Festung, das Castillo de Bairén, errichtet. Zur Zeit der Taifas (11. Jh.) und der militärischen Auseinandersetzungen zwischen diesen muslimischen Kleinkönigreichen und der zunehmenden Bedrohung durch die christlichen Reiche im Norden der Halbinsel gewann die Burg an strategischer Bedeutung. Nach einer Chronik aus dem 12. Jh. soll es nahe der Burg im Jahre 1097 zu einer Schlacht zwischen einem christlichen Heer (angeführt von König Peter I. von Aragón, seinem Bruder und späteren König Alfons I. und El Cid) und den Almoraviden  gekommen sein. 1239 fiel das Castillo de Bairén zusammen mit anderen Burgen der Umgebung kampflos an die Krone von Aragón. Im Schutze eines zweiten Mauerrings befand sich unterhalb der Burg eine Siedlung.
Mit der Vollendung der Eroberung des Königreichs Valencia und der Festigung der christlich-aragonesischen Herrschaft verlor die Burg an militärischer Bedeutung und auch der Siedlungsschwerpunkt verlagerte sich von der Burghöhe in die zu ihren Füßen liegende Ebene. Dies stellt die Geburtsstunde der Stadt Gandia dar, deren Wachstum auch durch die von den neuen Herrschern betriebene Ansiedlung von Siedlern aus Aragonien begünstigt wurde. Die neue Siedlung wurde durch eine Stadtmauer gesichert, deren Errichtung sich jedoch von 1255 bis 1308 hinzog. Besondere wirtschaftliche Bedeutung erlangte Gandia durch den Anbau von Zuckerrohr, den die Mauren eingeführt hatten.

1323 machte König Jakob II. seinen Sohn Peter zum Herren von Gandia. Ihm folgte dessen Sohn Alfons der Ältere. Unter ihm wurde Gandia 1399 von König Martin I. zum Herzogtum erhoben und damit Alfons zum ersten Herzog von Gandia. Auf ihn folgte sein Sohn Alfons der Jüngere. Als dieser ohne legitime nachkommen starb, fiel die Herzogswürde mit Hugo de Cardona an einen Enkel Alfons des Älteren. 1433 erhielt der Infant Juan, der spätere König Johann II., das Herzogtum, der es an seinen Sohn Carlos de Viana (1421–1461) weitergab. Mit dessen Tod fiel das Herzogtum an die Krone zurück. In dieser Zeit der „ersten Verleihung“ waren die Herzöge also eng mit dem Königshaus verbunden.

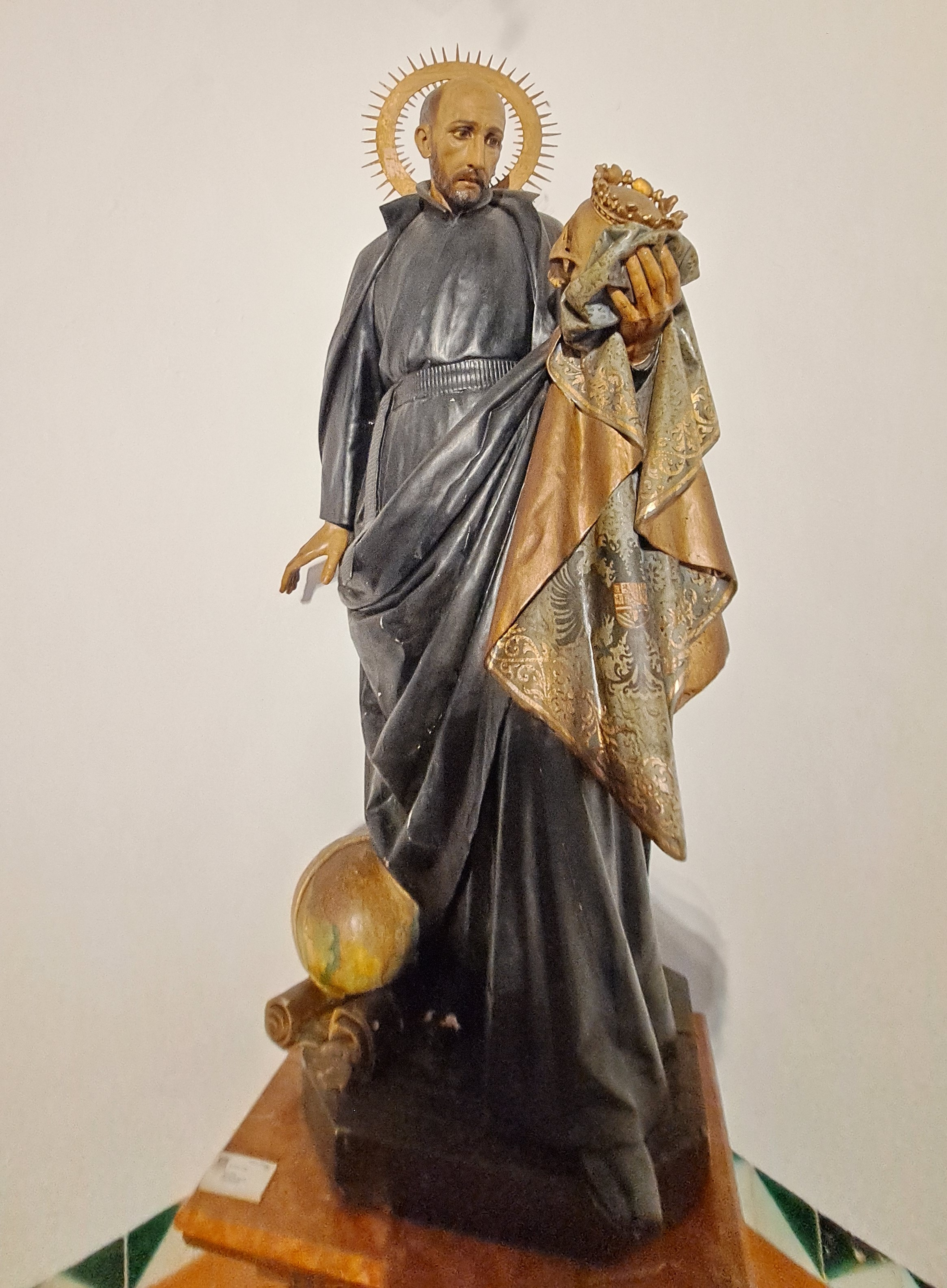
Statue des Heiligen Francisco de Borja im Palau Ducal von Gandia

Auch die dem Kleinadel entstammende Familie Borja (später italienisch: Borgia) war im Zuge der Siedlungspolitik aus Aragonien in das Königreich Valencia gekommen. Der bei Xàtiva geborene Alonso de Borja (1378–1458) wurde 1455 als Calixt III. zum Papst gewählt. Später gelang dies auch seinem Neffen Rodrigo (1431–1503), der 1492 als Alexander VI. das Amt des Papstes antrat. 1485 kaufte Rodrigo, zu dieser Zeit noch Bischof von Valencia, für seinen Sohn Pedro Luis (1468–1488) das Herzogtum Gandia, sodass dieser erster Herzog der „zweiten Verleihung“ wurde. Von da an blieb die Herzogswürde bis 1748 in der Familie Borgia.
Wahrscheinlich bekannteste Persönlichkeit in der Geschichte Gandias ist Francisco de Borja (1510–1572). Er war väterlicherseits ein Urenkel von Papst Alexander VI. und mütterlicherseits Urenkel Königs Ferdinand II. Nach dem Tod seines Vaters wurde er 1543 vierter Borja-Herzog von Gandia. Nach dem Tod seiner Ehefrau übergab Francisco 1550 die Herzogswürde an seinen Sohn und trat den Jesuiten bei. Von 1554 bis 1561 war er Provinzialoberer des Ordens für Spanien und von 1565 bis zu seinem Tod (1572 in Rom) nach Ignatius von Loyola und Diego Laínez dritter Generaloberer der Jesuiten. 1671 wurde er heiliggesprochen. Wegen des Wachstums der Stadt wurde zum Schutz ein zweiter Mauerring erforderlich. Die Arbeiten daran wurden 1543 unter Francisco de Borja begonnen und waren 1564 vollendet. Außerdem gründete Francisco eine Schule, die noch vor ihrer Eröffnung mit päpstlicher Bulle den Rang einer Universität erhielt. Sie war die erste vom Jesuitenorden geführte Universität und bestand bis zur Ausweisung der Jesuiten aus Spanien (1767).
Eine Haupteinnahmequelle Gandias war weiter der Anbau von Zuckerrohr, der maßgeblich von Morisken betrieben wurde. Als diese 1609 aus Spanien ausgewiesen wurden (im Herzogtum Gandia sollen es 13.000 Morisken gewesen sein), begannen auch für die Stadt wirtschaftlich schwierigere Zeiten.
Ab Beginn des 18. Jh. brachten die Seidenherstellung sowie der Weinanbau und die Herstellung von Rosinen der Region eine mit einem Bevölkerungswachstum einhergehende wirtschaftliche Wiederbelebung.
Die Stadt wuchs weiter und 1881 wurde mit dem Abriss der Stadtmauern begonnen, von denen heute nur noch kleinere Teilstücke erhalten sind. Neue wirtschaftliche Bedeutung erlangte Gandia mit dem Bau des Hafens (1886) und der Eisenbahnverbindung nach Alcoy. Beides wurde von der britischen The Alcoy & Gandía Railway and Harbour Company Limited betrieben. In Alcoy bestand eine bedeutende Textilindustrie. Der Hafen diente zum Import der von dieser benötigten Kohle und zum Export der Textilerzeugnisse und anderer Produkte der Region (vor allem Zitrusfrüchte, die mittlerweile den Wein als Hauptprodukt abgelöst hatten). Außerdem brachte der Bau des Hafens einen Aufschwung in der Fischerei.
Die mit dem Hafen und der Bahnstrecke einhergehende Bedeutung der Stadt führten allerdings auch dazu, dass Gandia im Spanischen Bürgerkrieg (1936–1939) verstärkt Luftangriffen der Nationalisten ausgesetzt war. Insgesamt kam es zu ca. 60 Bombardierungen. Die in der Stadt unterirdisch eingerichteten Schutzräume sind teilweise heute noch zu besichtigen. Gandia war aufgrund seiner Lage eine der letzten Städte, die in die Hände der Franco-Truppen fiel. Bis zum 30. März 1939 nahmen vor dem Hafen liegende (der Hafen selbst war wegen der Zerstörungen durch Luftangriffe nicht mehr nutzbar) britische und französische Kriegsschiffe noch Flüchtlinge aus dem republikanischen Lager an Bord. Unter diesen befand sich auch Segismundo Casado, der vom britischen Kreuzer HMS Galatea evakuiert wurde. Noch am 30. März 1939 rückten nationalistische Truppen in Gandia ein. Am 31. März 1939 fiel Cartagena und am 1. April 1939 erklärte Franco den Bürgerkrieg für beendet.
Ab der zweiten Hälfte des 20. Jh. gewann der Tourismus immer mehr an Bedeutung und die Hochhaus-Bebauung entlang des Strandes entwickelte sich.

Am 18. März 2001 platzierte die baskische Terrororganisation ETA einen mit 50 Kilogramm Sprengstoff präparierten Pkw in einer Seitenstraße der Uferpromenade. Da ein Warnanruf einging, konnten die betroffenen Straßenzüge evakuiert und das Fahrzeug von der Polizei kontrolliert gesprengt werden, sodass lediglich Sachschaden entstand.

## Sehenswürdigkeiten

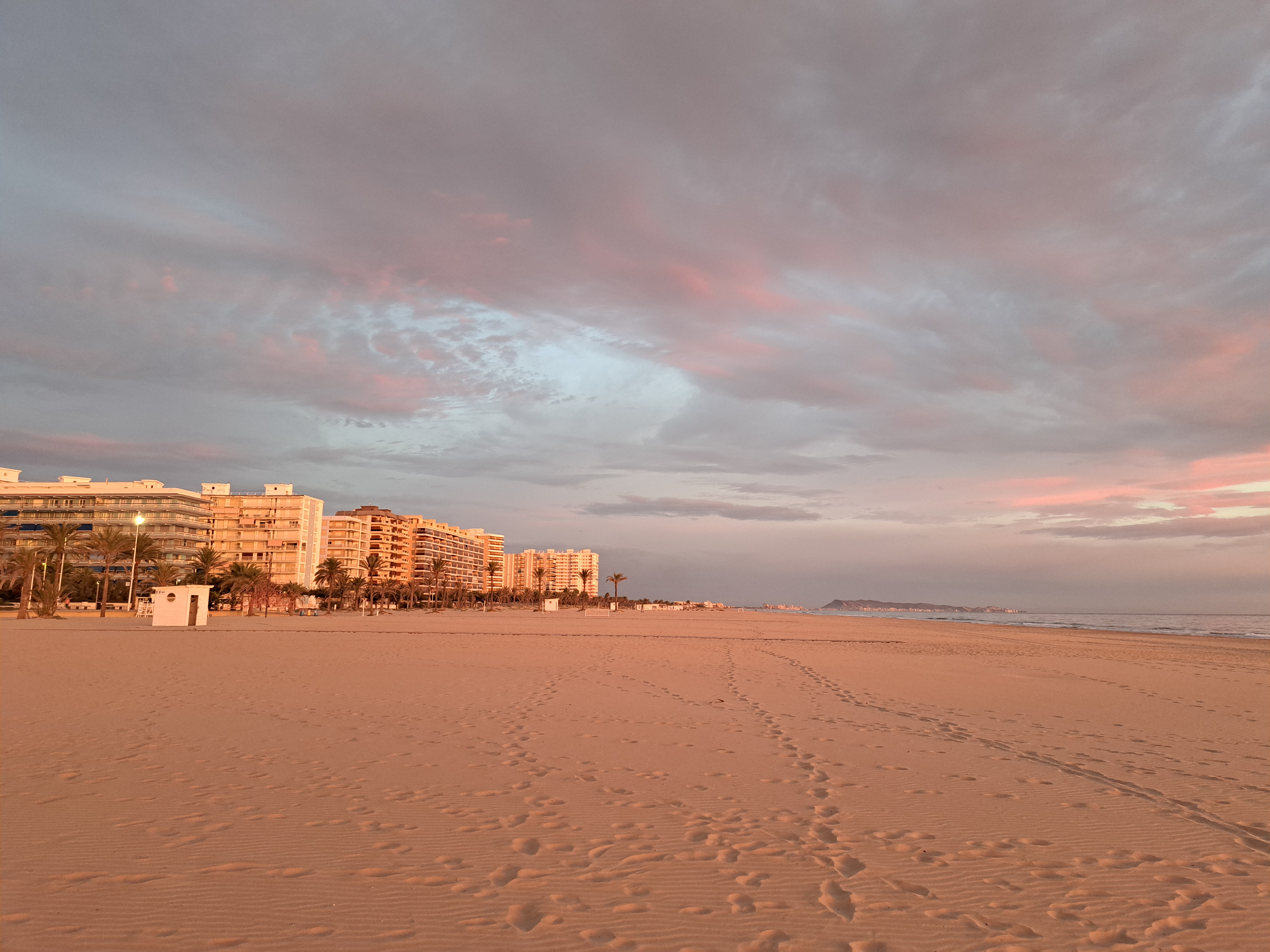
Platja Nord

### Strände
Touristischer Hauptanziehungspunkt Gandias sind die Strände. Unmittelbar nördlich des Hafens beginnt der drei Kilometer lange, feinsandige und über 100 Meter breite Platja Nord (Nordstrand) mit der dahinter liegenden Uferpromenade. Dieser Strandabschnitt verfügt eine komplette Infrastruktur (Duschen, WCs, Rettungsschwimmdienst, Strandbars, Spiel- und Sportanlagen etc.). Ohne rückwärtige Bebauung schließt sich nördlich die weitgehend naturbelassene Platja de l'Auir an, die sich über weitere zwei Kilometer bis zur nächsten Küstensiedlung (Platja de Xeraco) zieht.

### Palau Ducal

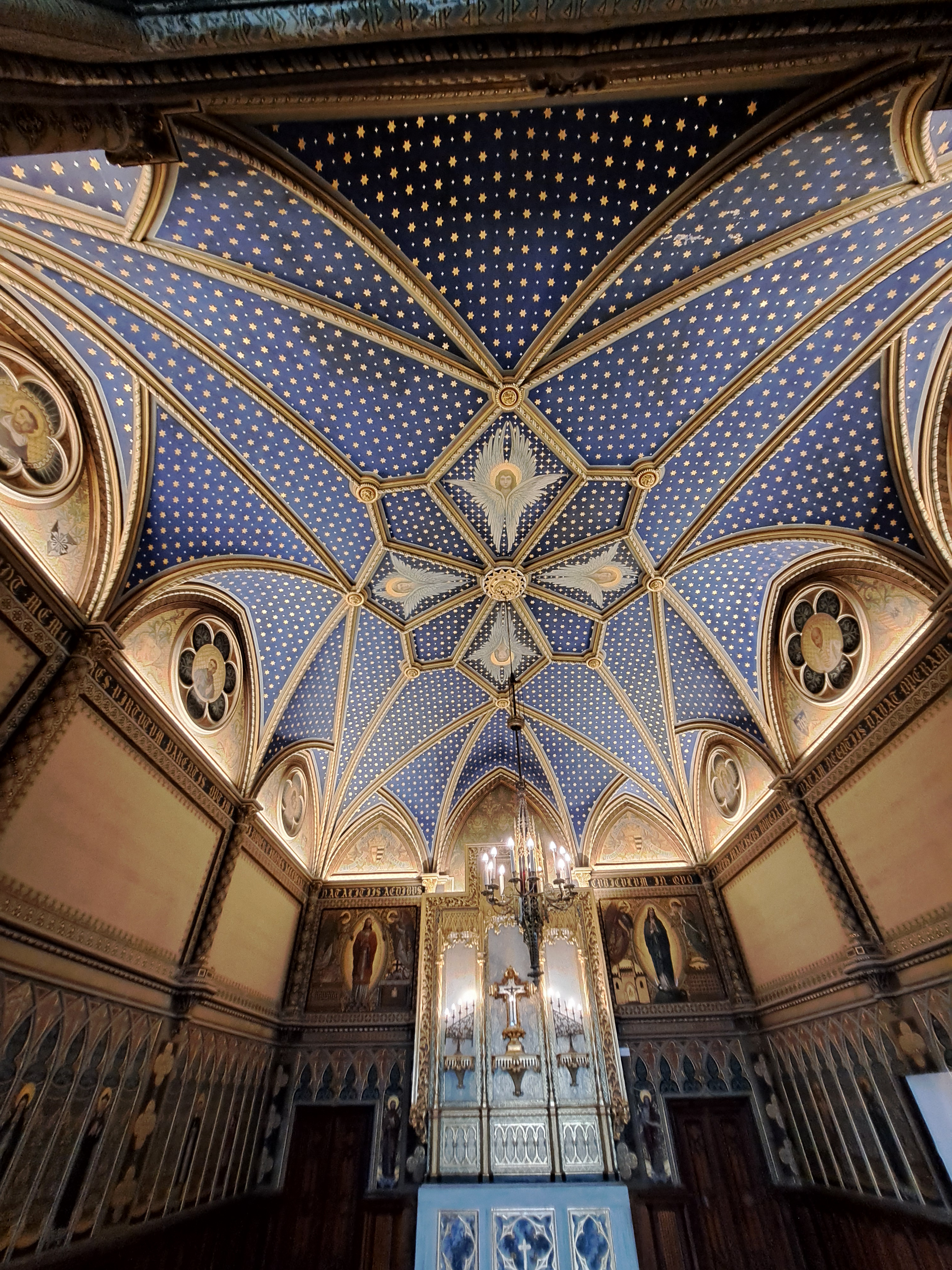
Neogotische Kapelle im Palau Ducal

In der Altstadt liegt der Palau Ducal (Herzoglicher Palast). Mit dem Bau dieses Stadtpalasts wurde schon unter Alfons dem Älteren im gotischen Stil begonnen. Unter seinen Nachfolgern, insbesondere den Herzögen aus der Borja-Familie, erfolgten umfangreiche Erweiterungen und Umgestaltungen. Mitte des 18. Jh. fiel der Herzogtitel an andere Adelsfamilien (zunächst Benavente, dann Osuna), die den Palast nicht mehr nutzten. So verfiel das Gebäude über hundert Jahre ohne Nutzung zusehends, bevor es 1888 vom Jesuitenorden erworben wurde. Der Kauf erfolgte, weil es sich um das Geburtshaus des Heiligen Francisco de Borja, des dritten Generaloberen des Ordens, handelte. Die Jesuiten setzten das Gebäude wieder instand und nahmen auch Umbauten vor. So stammt etwa die neogotische Kapelle aus dieser Zeit. Die teilweise prachtvoll ausgestatteten Räume liegen um einen zentralen Innenhof.

### Colegiata
Ganz in der Nähe des Palau erhebt sich an der zentralen Plaza Mayor die Kirche Colegiata de Santa María. An dieser Stelle stand schon die erste, nach der christlichen Eroberung errichtete Pfarrkirche. Herzog Alfons der Ältere plante deren Ersetzung durch ein größeres Gotteshaus. Die Arbeiten daran begannen 1417 unter seinem Sohn Alfons dem Jüngeren, gerieten nach dessen Tod aber etwa in der Hälfte (auf Höhe des heutigen Seitenportals) ins Stocken. Ende des 15. Jh. wurde der Bau, betrieben von María Enríquez de Luna, der Witwe des zweiten Borja-Herzogs, die für ihren Sohn die Regentschaft führte, nach den ursprünglichen Plänen vollendet. Außerdem wurde die Kirche auf Betreiben von María Enríquez von ihrem Schwiegervater Papst Alexander VI. zur Stiftskirche (Colegiata) erhoben. Im Volksmund wird die Kirche häufig La Seu genannt, obwohl diese Bezeichnung eigentlich Kathedralen vorbehalten ist.

### Altstadt
Weitere bedeutende Gebäude in der Altstadt sind das Colegio de las Escuelas Pías (die ehemalige von Francisco de Borja gegründete Jesuiten-Universität), das Kloster Santa Clara und das Hospital de San Marcos, in dem heute das Archäologische Museum der Stadt und das Museu de Santa Clara (religiöse Kunst) untergebracht sind.

### Castillo de Bairén
Auf einer Anhöhe nördlich oberhalb der Stadt stehen die Ruinen der Burg Castillo de Bairén. Neben den Ruinen der Kernburg finden sich auch noch Reste des zweiten Mauerrings. Der Blick über die Küste reicht von Cullera im Norden bis zum Montgó im Süden.

### Hafen

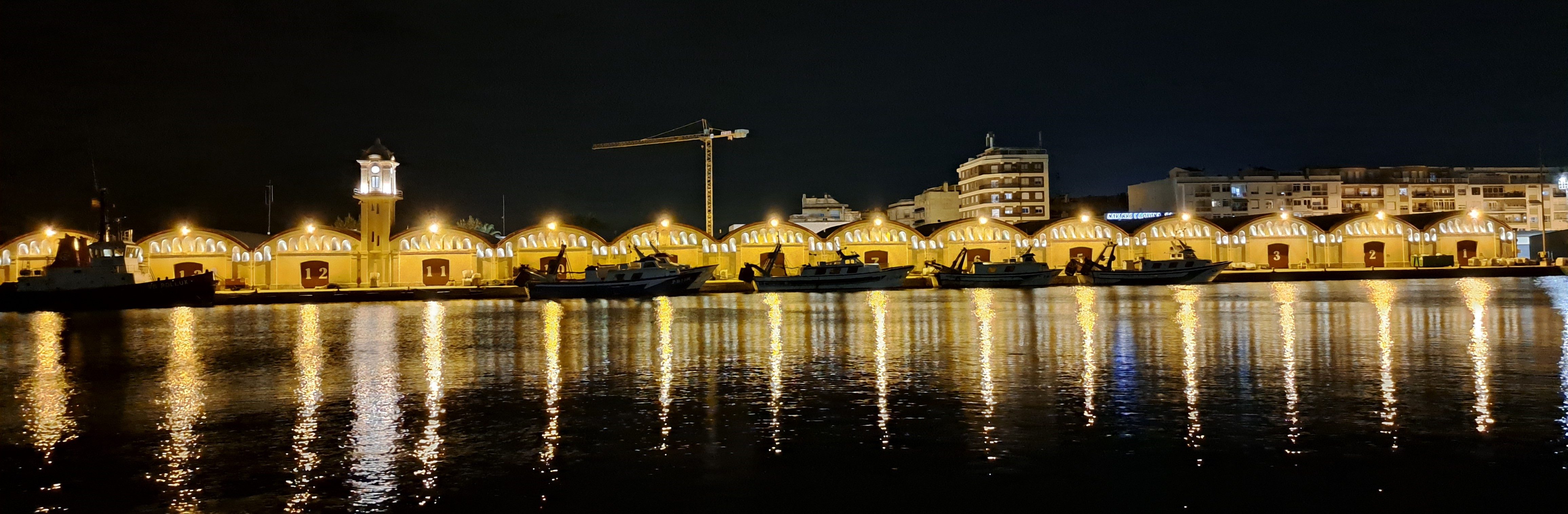
Speicherhäuser im Hafen

Das Bild des Hafens wird geprägt von 15 am Süd-Kai aneinandergereihten baugleichen Speicherhäusern (tinglados, Beginn des 20. Jh.) mit ihrem Uhrenturm. Daneben liegt die Lonja, in der täglich der Fang der Fischereiflotte von Gandia versteigert wird. Ebenfalls am Hafenbecken liegt die moderne Pfarrkirche Sant Nicolau de Bari (1960er Jahre).

## Demografie
Beim Zensus von 1842 wies Gandia 5.723 Einwohner auf, die in 1087 Haushalten lebten. Das weitere Wachstum verlief langsam, sodass es bis 1900 dauerte, bis die Bevölkerungszahl sich verdoppelt hatte. Durch die gestiegene Bedeutung Gandias als Umschlagsplatz wuchs die Bevölkerungszahl bis 1940 auf 19.161 Einwohner. Infolge des Spanischen Bürgerkriegs und des Zweiten Weltkrieges stagnierte die Bevölkerungszahl bis in die 1960er Jahre, als durch die Eingemeindung von Beniopa und Benipeixcar sowie den Beginn des Massentourismus in Spanien die Bevölkerungszahl deutlich zunahm. Zwischen 1960 und dem Zensus von 2001 kam es zu einer Verdreifachung der Bevölkerungszahl. Die wegen der Zuweisung staatlicher Unterstützungsleistungen für den Öffentlichen Sektor sehr wichtige Zahl von 50.000 Einwohnern wurde Ende der 1980er Jahre überschritten. Seither nahm die Einwohnerzahl weiterhin zu.
Einen noch stärkeren Anstieg verzeichnete die Zahl der Haushalte in Gandia. Lebten 1842 noch 5,3 Personen in einem Haushalt, so waren es 2012 nur noch 2,5 Personen.
|                    | 2021   | 2011   | 2001   | 1991   | 1981   | 1970   | 1960   | 1950   | 1940   | 1930   | 1920   | 1910   | 1900  | 1887  | 1877  | 1860  | 1842  |
| ------------------ | ------ | ------ | ------ | ------ | ------ | ------ | ------ | ------ | ------ | ------ | ------ | ------ | ----- | ----- | ----- | ----- | ----- |
| Einwohnerzahl      | 75.700 | 77.595 | 59.850 | 51.806 | 48.558 | 36.479 | 20.746 | 20.205 | 19.161 | 13.850 | 12.893 | 11.659 | 9.924 | 8.634 | 7.588 | 6.930 | 5.723 |
| Zahl der Haushalte | 30.322 | 29.645 | 21.568 | 15.922 | 13.624 | 9.460  | 5.248  | 6.109  | 4.410  | 3.343  | 2.883  | 2.660  | 2.610 | 2.169 | 1.815 | 1.545 | 1.087 |

Von den 75.911 Einwohnern des Jahres 2022 war etwa ein Fünftel ausländischer Herkunft. Mit 17,5 % stellten dabei Bulgaren die größte Gruppe, gefolgt von Marokkanern mit 13,8 %, Rumänen mit 8,7 % und Kolumbianern mit 6,0 %. Deutsche stellten mit 0,6 % nur einen geringen Anteil.
|           | Zahl  | Anteil |
| --------- | ----- | ------ |
| Bulgarien | 2.682 | 17,5 % |
| Marokko   | 2.120 | 13,8 % |
| Rumänien  | 1.341 | 8,7 %  |
| Kolumbien | 914   | 6,0 %  |
| Italien   | 699   | 4,6 %  |
| Bolivien  | 566   | 3,7 %  |
| Pakistan  | 541   | 3,5 %  |
| Ukraine   | 424   | 2,8 %  |

## Tourismus
Im Jahr 2023 besuchten ca. 570.000 Touristen Gandia. Der Hauptanteil (ca. 86 %) stammte aus Spanien, nur 14 % aus dem Ausland. Von den ausländischen Touristen stammte der größte Teil aus Frankreich (17.392), gefolgt vom Vereinigten Königreich (10.116) und Deutschland (7.573). 
|               | 2023    | 2022    | 2021    | 2020    |
| ------------- | ------- | ------- | ------- | ------- |
| Touristenzahl | 574.017 | 519.591 | 420.027 | 294.077 |

## Verkehr

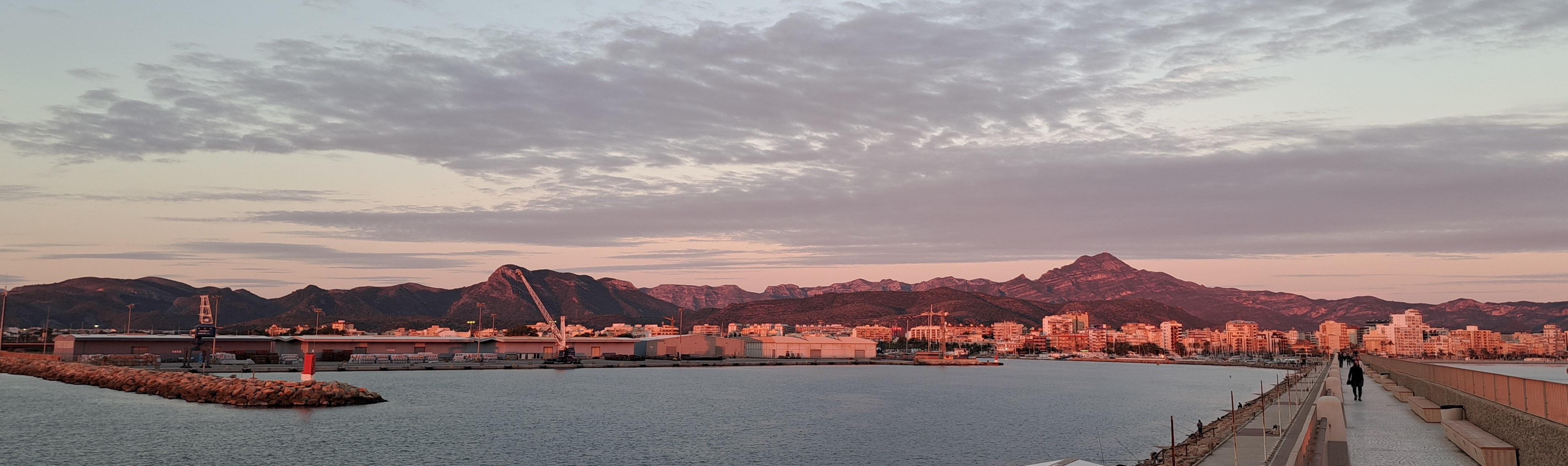
Blick von der Mole: Im Vordergrund Hafen und Platja de Gandia, im Hintergrund Serra de la Falconera (links) und Mondúver (rechts).

Die nächstgelegenen Verkehrsflughäfen sind Valencia und Alicante.
Gandia war Knotenpunkt zweier Bahnstrecken: von Carcaixent nach Dénia und von Alcoi zum Hafen von Gandia. Bis heute in Betrieb ist lediglich ein Teil des ehemaligen Astes nach Carcaixent, dort fahren heute S-Bahn-artige Cercanías-Züge nach Valencia. Der Bahnhof liegt im Stadtzentrum. Die letzten 600 Meter der Bahnstrecke verlaufen unterirdisch unter der Stadt. In den Sommermonaten gibt es auch eine Intercity-Direktverbindung nach Madrid.
Die Autobahn AP-7 führt zwar durch das Gemeindegebiet von Gandia, eine Abfahrt existiert dort aber nicht. Die Ausfahrt „Gandia/Xeresa/Xeraco“ (Nr. 572) befindet sich etwa fünf Kilometer nördlich auf dem Gebiet der Nachbargemeinde Xeresa. Von dort führt die teilweise autobahnähnlich ausgebaute N-332 nach Gandia. Die N-332 führt im Westen um die Stadt Gandia herum und dann in Richtung Süden nach Oliva, wo die nächste Ausfahrt „Oliva/Pego“ (Nr. 588) der AP-7 liegt.
Der Hafen von Gandia wird als Fischerei-, Sport- und Handelshafen genutzt. Als Handelshafen hat er nur untergeordnete Bedeutung. So wurde er 2023 lediglich von 60 Handelsschiffen angefahren und der Warenumschlag belief sich auf knapp 200.000 Tonnen.

## Söhne und Töchter
- Ausiàs March (um 1397 – 1459), valencianisch-katalanischer Dichter
- Joanot Martorell (1410 – 1465), valencianisch-katalanischer Schriftsteller
- Benito Sanz y Fores (1828 – 1895), römisch-katholischer Theologe, Hochschullehrer und Erzbischof von Sevilla
- Diego Ramón Sarrió Cucarella (* 1971), Ordensgeistlicher, Bischof von Laghouat in Algerien
- Enrique Llopis (* 2000), Hürdenläufer